# Commerce et distribution
Depuis le XXIe siècle, le commerce et la distribution forment le secteur économique, traditionnellement connu sous le nom de négoce, qui regroupe toutes les activités des entreprises spécialisées dans l’échanges de biens d'équipements et de biens de consommation entre ceux qui les vendent, les fournisseurs, et ceux qui les achètent, les clients.

La distribution est la partie du commerce ou du négoce qui correspond à la vente de détail au consommateur final. Elle peut être faite directement par le producteur, par exemple dans les marchés ou chez des producteurs qui possèdent un réseau commercial intégré ou franchisé.

## Biens de consommation et biens d’équipements
Deux familles principales de produits sont vendus : les biens et les services. Par définition, le commerce et la distribution concernent les échanges de biens de consommation et des biens d’équipements mais ne concernent entre autres ni les échanges de services, ni les échanges de biens immobiliers, ni les échanges d’œuvres d’art. Par exemple, la vente de services financiers aux particuliers, tel qu’un prêt bancaire, est une activité de banque de détail.

## Différentes formes de commerce et de distribution
Les moyens et les méthodes que les hommes ont mis en place à travers les siècles pour parvenir s'échanger sont multiples. En conséquence, le panorama des diverses formes utilisées de commerce et de distribution est très large et celui des formes possibles l'est encore plus.

### Les formes de commerce
Les différentes formes de commerce sont : le commerce intégré,indépendant isolé et indépendant associé.

### Les formes de distribution
Deux grands modes de distribution sont possibles :
- La mise à disposition du produit dans les locaux du fournisseur
- La livraison par le fournisseur dans les locaux du client

Le premier est celui que les petits commerçants, la grande distribution ou les grossistes utilisent. Le second est celui que les installateurs du produit ou la vente via internet utilisent.

La chaîne de distribution, c'est-à-dire le nombre d'intermédiaires entre le producteur du bien et le consommateur final, est de taille très variable selon les différents types de commerce. La plus courte est la vente dite « du producteur au consommateur », telle que la vente de légumes par maraîcher sur un marché populaire. À l'inverse, certaines chaînes sont longues.

Cette chaîne dépend pour partie de la nature de produits et pour partie de l'organisation mise en place par les acteurs de la filière. La distribution de produits frais devra respecter la chaîne du froid. La production automobile se fait en flux tendu. La vente de jouets est saisonnière. La distribution doit s'adapter à toutes ces contraintes techniques, juridiques et commerciales.

## Disparité géographique

### Commerce aux particuliers
L’activité du secteur économique du commerce et de la distribution qui s’adresse aux particuliers d’un secteur géographique est étroitement lié au niveau de vie des résidents de ce secteur géographique, attendu que leur niveau vie déterminent leur pouvoir d’achat et donc le nombre et le volume des échanges. Elle sera forte dans les pays développés où la culture de la société de consommation est très répandue. Elle sera faible dans les pays pauvres. Elle sera en croissance dans les pays en voie de développement. 

Cette disparité est également présente au sein d’un même pays, par exemple entre les régions riches et les régions moins riches, ou bien les villes et les campagnes.

### Commerce entre professionnels
L’activité du secteur économique du commerce et de la distribution entre professionnels dépend du dynamisme industriel et commercial des entreprises. Ce dynamisme dépend des freins et des facilités que rencontrent les entreprises à exercer leur métier. La demande des consommateurs est le moteur  de ces échanges et donc l’un des éléments structurant de cette activité. Par exemple, la forte volonté d’un très grand nombre de particuliers partout dans le monde de disposer d’un téléphone mobile tire les échanges entre professionnels de ce secteur.nnnn

## Des acteurs divers

### OMC
L'Organisation mondiale du commerce est un acteur clé de ce secteur. Son rôle est de renforcer l'hégémonie des activités de négoce et de distribution sur l'ensemble des continents.

### Administration des douanes
Les administrations des douanes de chacun des pays sont également des acteurs clés. Elles participent au contrôle des échanges, à la perception des taxes et à la poursuite des contrevenants aux lois.

Entre autres activités, elles participent à lutte contre le commerce des contrefaçons et des produits interdits, contre la fraude fiscale et contre le blanchiment d'argent que l'activité commerciale laisse possible.

### Une dispersion des entreprises
Le secteur du commerce et de la distribution est éclaté en de multiples entreprises.

La plupart des plus grosses d'entre elles sont spécialisées dans un type de commerce sur une région au mieux de la taille de deux continents. Contrairement au secteur de l'industrie informatique qui a des acteurs de dimension internationale, comme IBM, Microsoft ou Google, au XXIe siècle, il n'existe aucune entreprise exerçant tous les métiers du commerce de la distribution qui soit de taille internationale.

Seuls quelques rares acteurs du secteur de la grande distribution disposent de la notoriété et de la puissance internationale.